# Guglielmo II di Puglia
Guglielmo II (1095 – 28 luglio 1127) figlio e successore di Ruggero Borsa e di Adela di Fiandra (ex regina di Danimarca, in quanto vedova di Canuto IV), fu Duca di Puglia e Calabria dal 1114 al 1127. Era anche fratellastro di Carlo I di Fiandra.

## Biografia
Oltre al titolo ducale di Puglia e Calabria, Guglielmo ereditò dal padre, secondo alcuni storici moderni, anche lo stesso carattere debole e inetto: durante il suo regno, egli avrebbe dimostrato una inabilità al governo, che mise in pericolo la stabilità dei domini peninsulari degli Altavilla. Ben presto venne in conflitto con il cugino Ruggero II di Sicilia, uno scontro risolto solo con l'intervento di papa Callisto II, che, nel 1121, riuscì a pacificare i due rivali. Guglielmo e Ruggero giunsero a un accordo, in base al quale il conte di Sicilia procurò al cugino uno squadrone di cavalieri con cui reprimere la rivolta di Giordano conte di Ariano. In cambio, Guglielmo abbandonò i propri possedimenti in Sicilia e Calabria. Nel 1125, ricevette dal papa Onorio II l'investitura del Ducato di Puglia e Calabria oltre al Principato di Salerno.
Nel 1114, aveva sposato Guaidalgrima, una delle figlie del conte Roberto di Alife, ma i due non ebbero figli. Alla sua morte, nel 1127, Guglielmo non aveva eredi legittimi e l'intero Mezzogiorno normanno fu ereditato dal cugino, il Gran Conte Ruggero, futuro Re di Sicilia.
Considerato, ingiustamente, una figura insignificante da molti storici moderni, Guglielmo fu invece molto rispettato dai propri contemporanei, fu popolare fra i suoi feudatari e lodato per la sua abilità militare.

## Curiosità e leggende
Nel 1125, appena trentenne si preoccupò di erigere il proprio mausoleo funebre nella cattedrale di Salerno: era un triste presagio, morì due anni dopo.
Secondo il cronista Romualdo II Guarna, Guglielmo morì di morte naturale; secondo altri fu assassinato in una congiura di palazzo.
Secondo la leggenda, la moglie Guaidalgrima, distrutta dal dolore, si recise i lunghi capelli biondi in segno di lutto – seguita nell'esempio da tutte le damigelle del suo seguito – e li pose sul sarcofago del marito, ancor oggi visibile nell'atrio della Cattedrale di Salerno. Da allora, ogni 4 agosto, anniversario dell'evento, una farfalla dorata uscirebbe dal sarcofago e volerebbe tra le colonne dell'atrio prima di scomparire.